# Bajt Ummar
Bajt Ummar (arab. ‏بيت أمر‎, Bayt Ummar) – miasto w Autonomii Palestyńskiej, w południowej części Zachodniego Brzegu, w muhafazie Hebron. W 2017 roku liczyło ok. 17 tys. mieszkańców.